# لئونس لاوان
لئونس لاوان (انگلیسی: Léonce Lavagne؛ زادهٔ ۱۷ فوریهٔ ۱۹۴۰) بازیکن فوتبال اهل فرانسه است.